# Léda (mythologie)
Pour les articles homonymes, voir Léda.
 (février 2025).

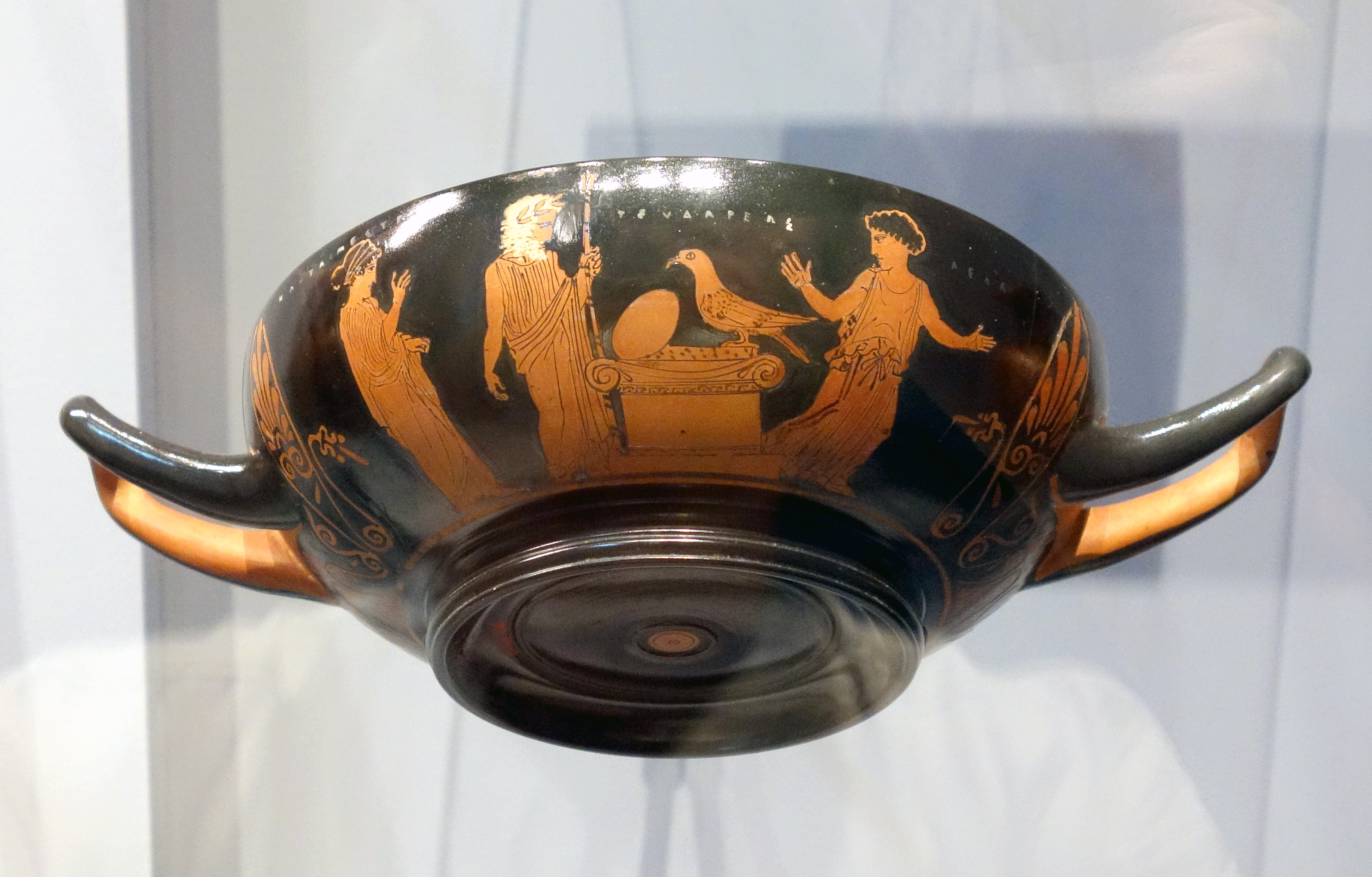
Coupe attique sans pied à figures rouges avec scène de la naissance d'Hélène. À gauche, Clytemnestre et Tyndare ; à droite, Léda ; au centre, un autel avec un œuf et un aigle.

Dans la mythologie grecque, Léda (en grec ancien Λήδα / Lếda), fille de Thestios (roi d'Étolie), est l'épouse de Tyndare (roi de Sparte) et la mère de Clytemnestre, d'Hélène, de Phébé et de Castor et Pollux.
Son mythe a donné naissance dans les arts au motif de Léda et le Cygne, particulièrement populaire à la Renaissance, repris un certain nombre de fois par la suite.

## Sources
L'histoire de Léda et le cygne a été racontée ou mentionnée par de nombreux auteurs. C'est pour cette raison qu'il en existe plusieurs versions.
Ovide dans Les Métamorphoses, ainsi que Lucien de Samosate dans Dialogues des morts ne font que mentionner le nom de Léda sans développer le récit,.
Selon Hygin dans ses Fables et Apollodore d'Athènes dans sa Bibliothèque, Léda a avec Tyndare Clytemnestre et Castor et avec Zeus Hélène et Pollux,, au contraire de Homère, au chant XI de l'Odyssée, qui fait de Tyndare le père de Castor et Pollux.

## Mythe
L'ensemble des récits raconte l'histoire suivante : Léda, fille du roi Thestios est l'épouse du roi Tyndare. Zeus prend la forme d'un cygne pour séduire «  par ruse » Léda pendant la nuit. De cette relation avec le dieu, elle conçoit deux enfants (Hélène et Pollux), qui naissent dans un œuf. Elle conçoit un second oeuf, renfermant Clytemnestre et Castor, de son union avec Tyndare la même nuit. Une autre version raconte que Némésis aurait pondu l'œuf, ensuite confié à Léda. 
Les récits varient cependant sur ce point, et les auteurs présentent parfois les Dioscures comme fils de Zeus tous les deux, ou bien fils de Tyndare tous les deux, ou ne précisent pas leurs parents, ou bien ne parlent que d'un seul œuf (quand ils en parlent : ce n'est pas le cas d'Homère). Dans d'autres récits, le premier œuf aurait donné naissance à Hélène et Pollux, et donc, en tant qu'enfants de Zeus, immortels, tandis que l'autre œuf aurait donné naissance à Clytemnestre et Castor, et donc mortels puisque enfants de Tyndare,,.

## Représentation dans les arts et lettres
Le mythe de Léda a inspiré un grand nombre d’œuvres artistiques et littéraires.

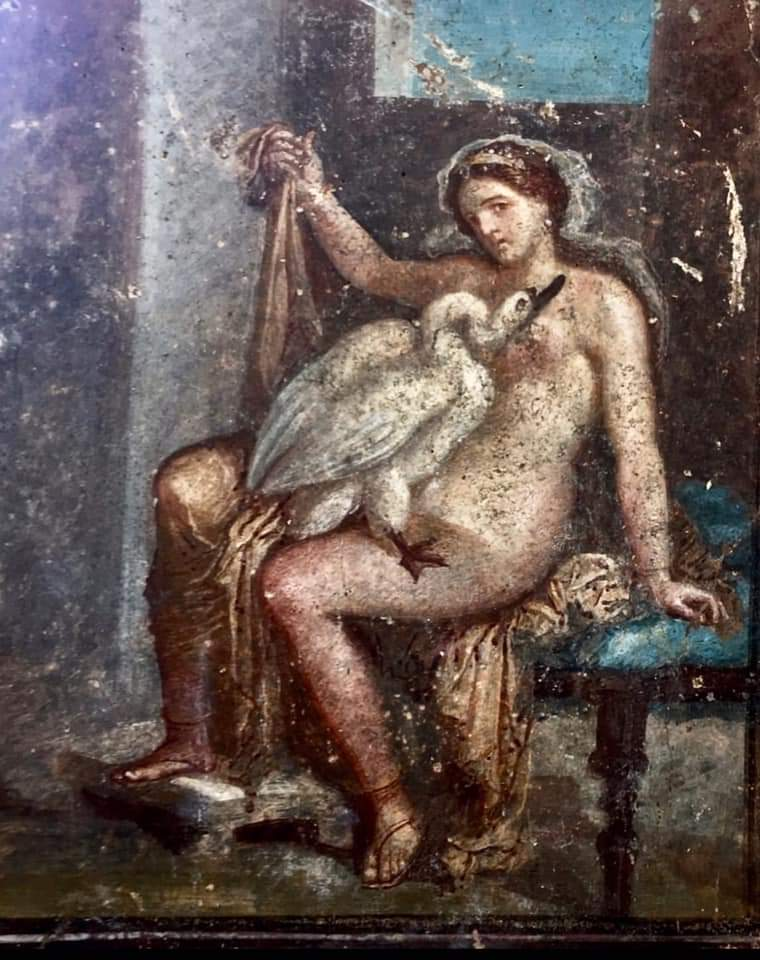
Fresque antique de Pompéi.
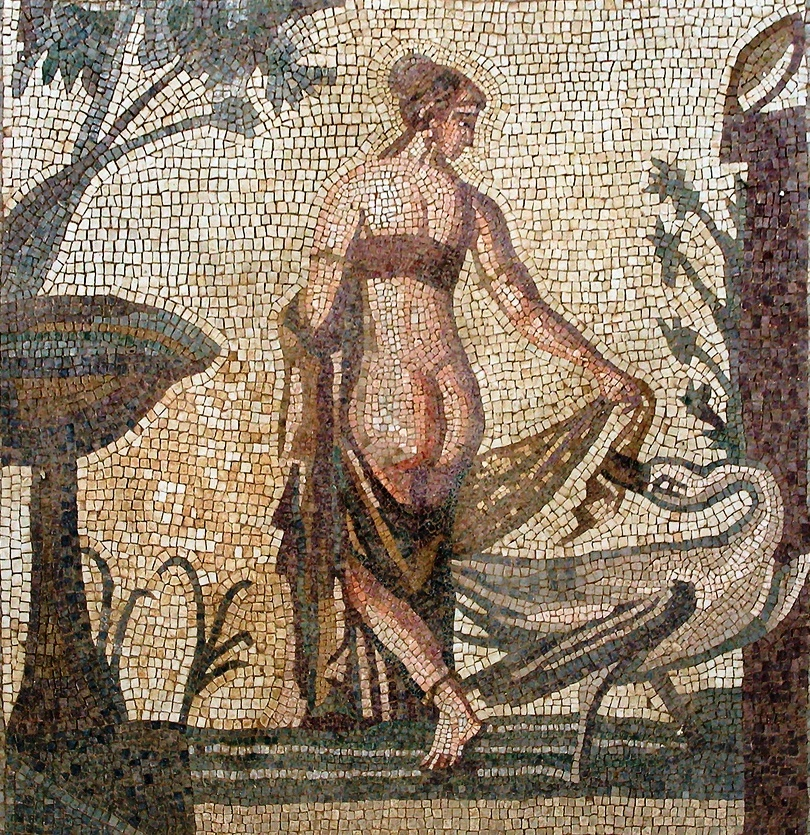
Mosaïque du sanctuaire d'Aphrodite (détail), Paphos, Chypre.
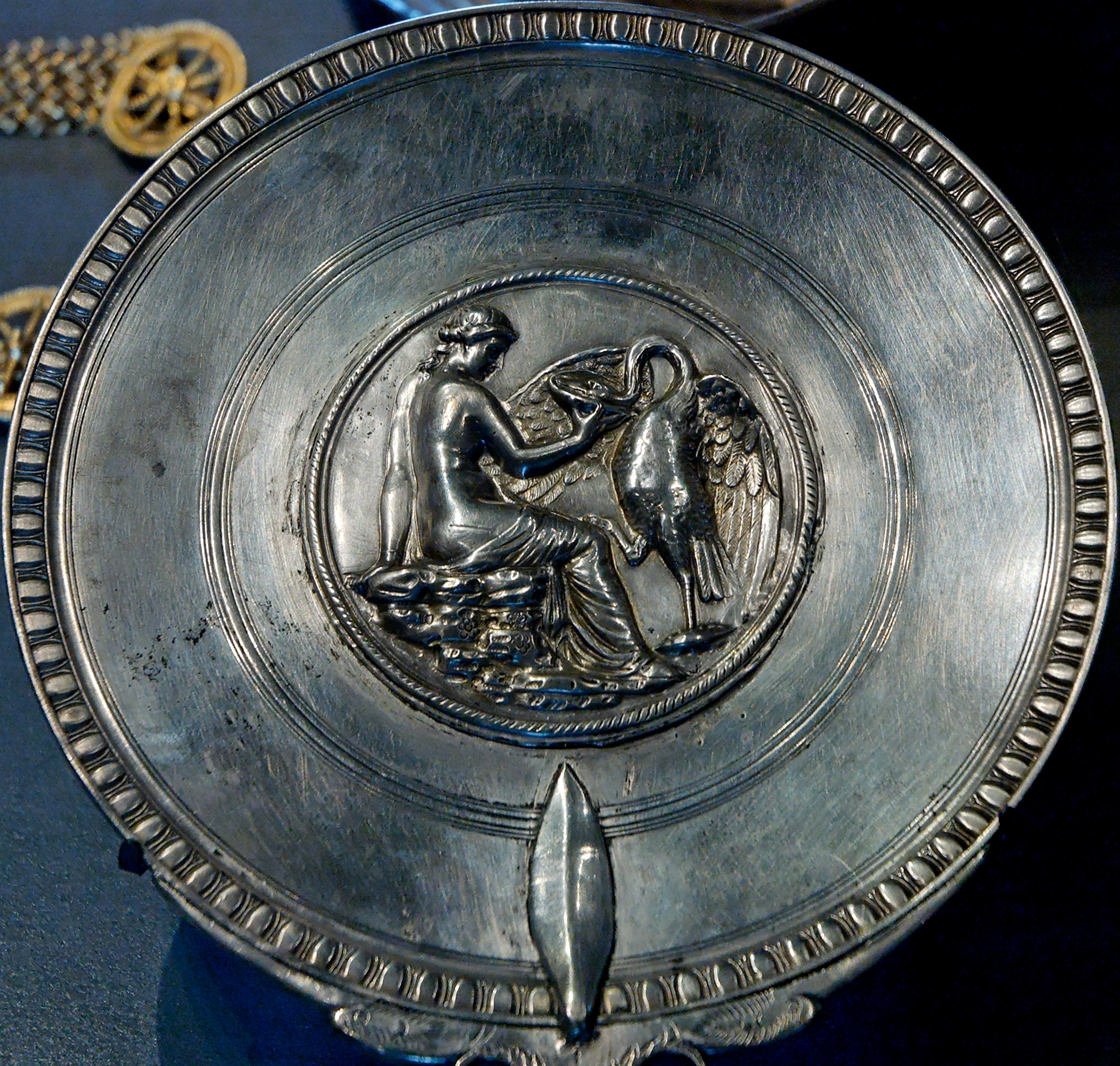
Miroir à manche en balustre représentant Léda et le cygne.
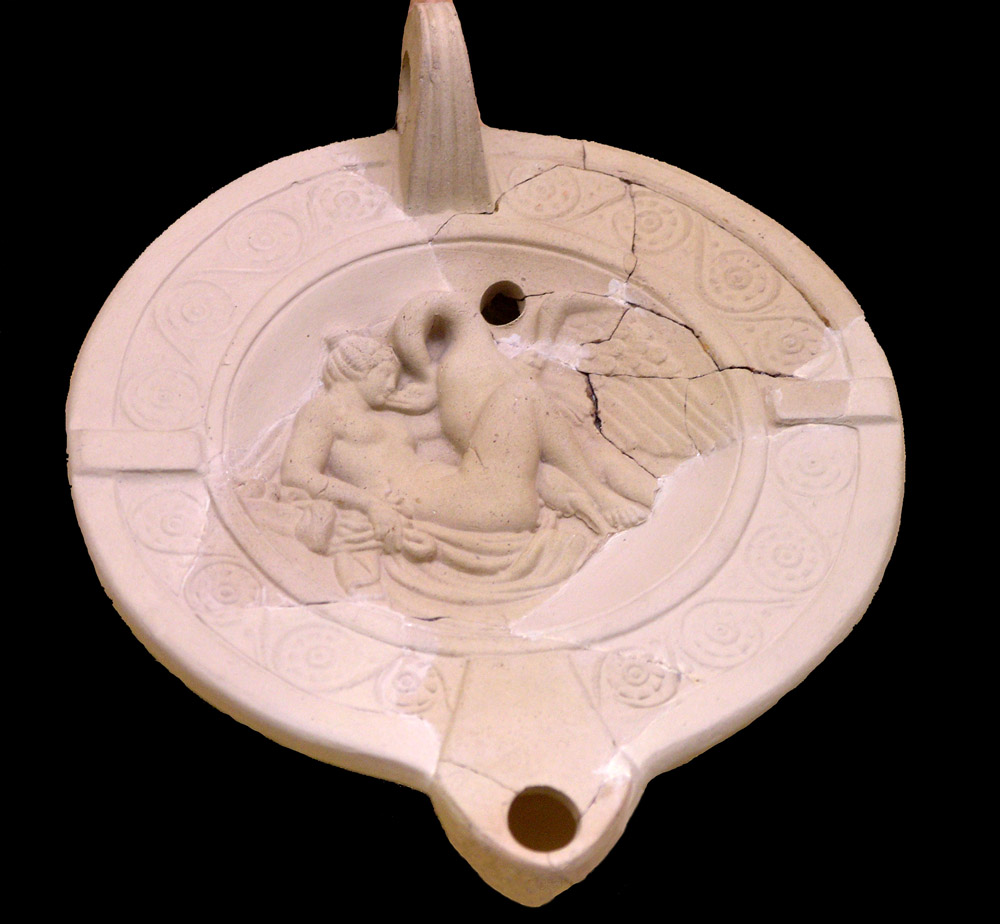
Léda et le cygne sur une lampe du IIIe siècle ap. J.-C., Musée de l'Agora antique d'Athènes

### Littérature
- La Défloration de Lède, ode de Pierre de Ronsard
- Lêda ou la Louange des bienheureuses ténèbres, Pierre Louÿs, 1893
- "Leda", opérette bouffe, Alfred Jarry
- Leda and the Swan, poème de William Butler Yeats, publié dans Dial, 1924
- Léda, poème de Paul Éluard, illustré par Géricault, Éditions Mermod, Lausanne, 1949
- Miroir de Léda, Claude Louis-Combet, 1971
- « Leda », Gertrud Kolmar (1894-1943)

### Peinture

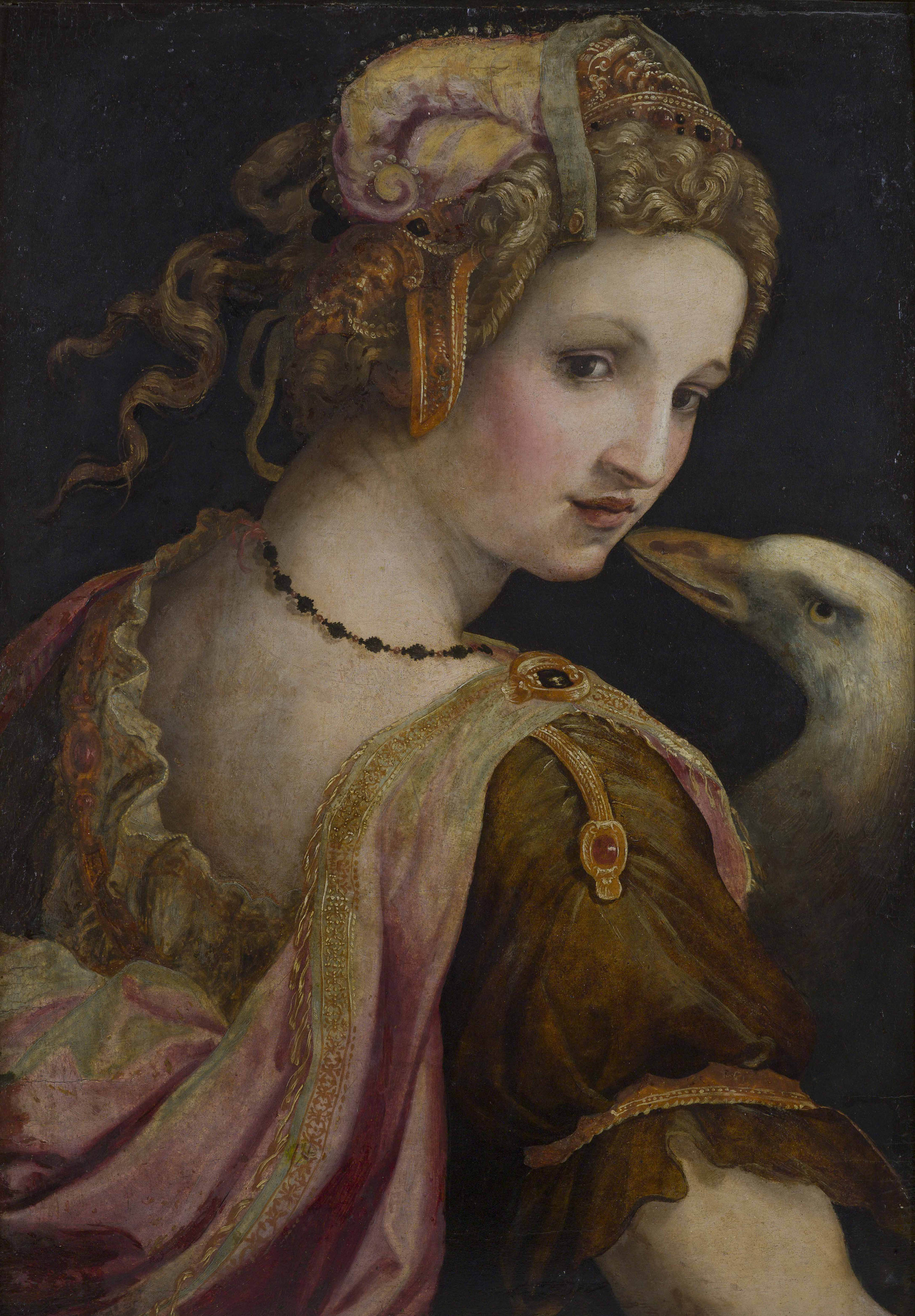
Léda par Michele Tosini.

- Véronèse, Léda et le Cygne, Palais Fesch, Ajaccio, vers 1515
- Léonard de Vinci, Léda et le Cygne
- Michel-Ange, Léda, aujourd'hui disparu, vers 1530
- Le Corrège, Léda et le Cygne, Gemäldegalerie, Berlin, 1531-1532
- Michel-Ange, Léda et le Cygne, National Gallery, London, vers 1535
- Francesco Bacchiacca, Léda et le Cygne, Metropolitan Museum of Art
- Jacopo Pontormo, Léda et le Cygne
- Vincent Sellaer, Léda, milieu du XVIe siècle
- Michele Tosini, Léda, vers 1560-1570
- Hendrick ter Brugghen, Léda et le Cygne, après 1570
- Palma le Jeune, Léda et le Cygne, années 1590
- Pierre Paul Rubens, Léda et le Cygne, 1601-1602
- François Boucher, Léda et le Cygne, Louvre, Paris, 1742
- Jean-Baptiste Marie Pierre, Léda et le Cygne, Musée national des beaux-arts de Rio de Janeiro ; 2e moitié du XVIIIe siècle
- Hippolyte-Joseph Cuvelier, Léda et le Cygne, Musée des beaux-arts de Calais, XIXe siècle
- François-Édouard Picot, Léda et le Cygne, 1832
- Paul Cézanne, Léda et le Cygne, Fondation Barnes
- Gustave Moreau, Léda et le Cygne
- Georges d'Espagnat, Léda et le Cygne, premier quart du XXe siècle
- Otto Dix, Léda, 1919
- Norman Lindsay, Leda
- André Lhote, Léda, 1930
- Henri-Marius Petit, ‘’Léda et le Cygne, vers 1930
- Salvador Dalí, Leda atomica
- Cy Twombly, Leda and the Swan, 1962
- Werner Büttner, Leda & der Schwan, 2007

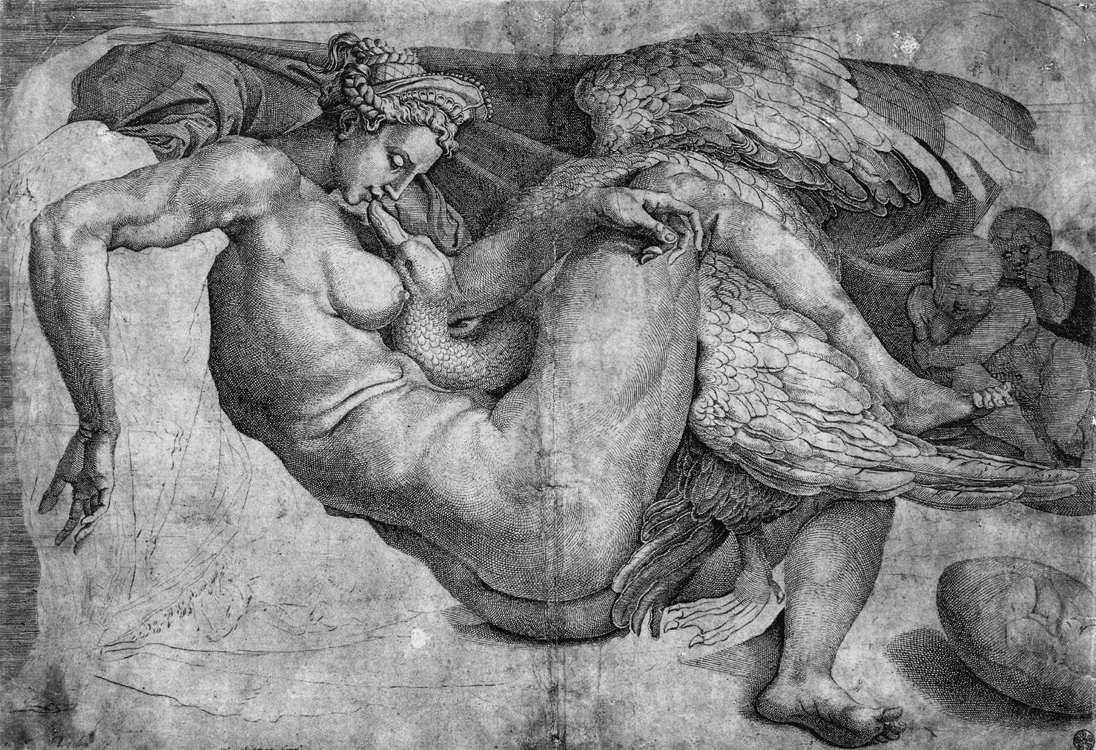
Dessin de Cornelis Bos d'après l'original perdu de Michel-Ange.
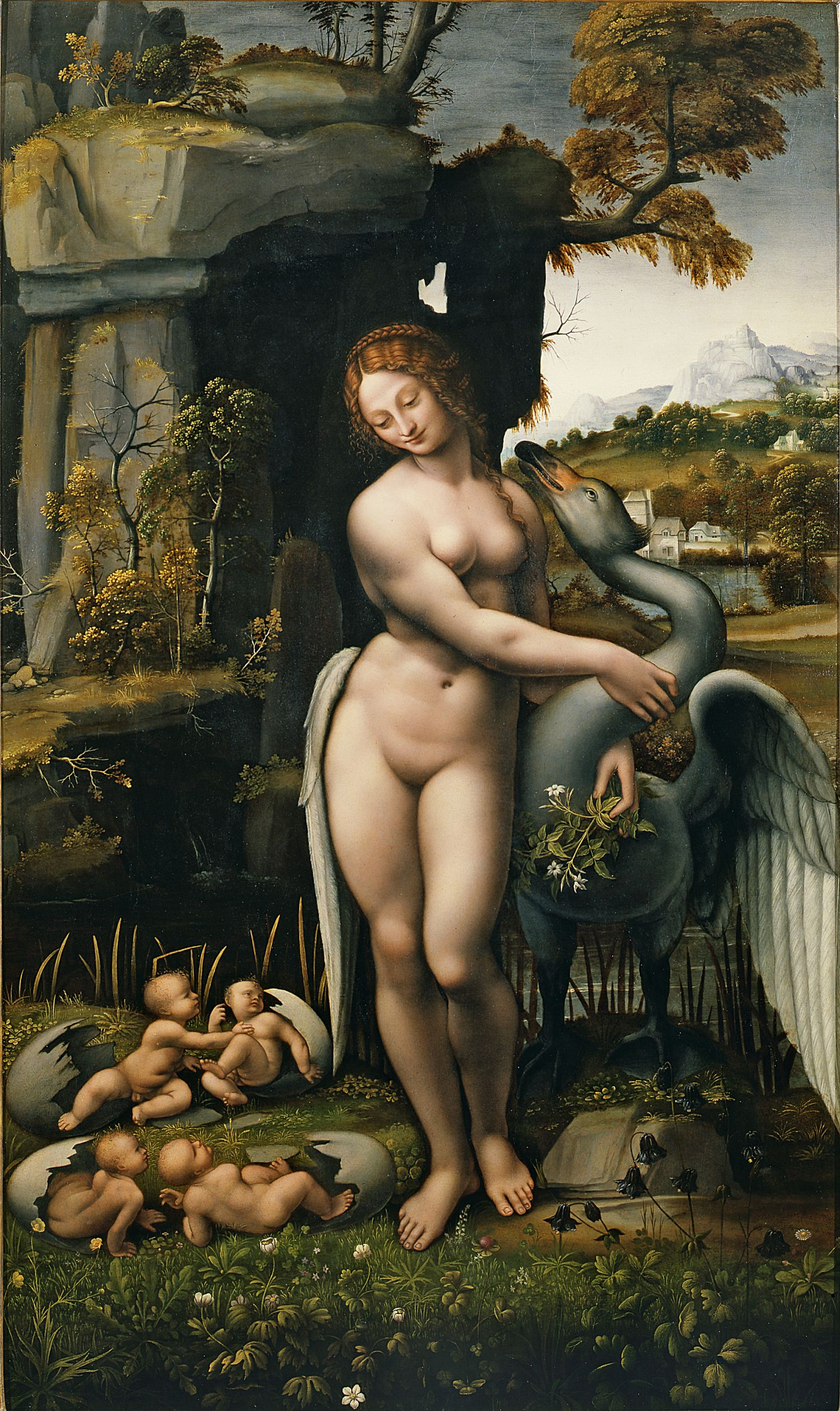
Léda et le cygne copie par Giovanni Francesco Melzi d'après l'original perdu de Leonard de Vinci.
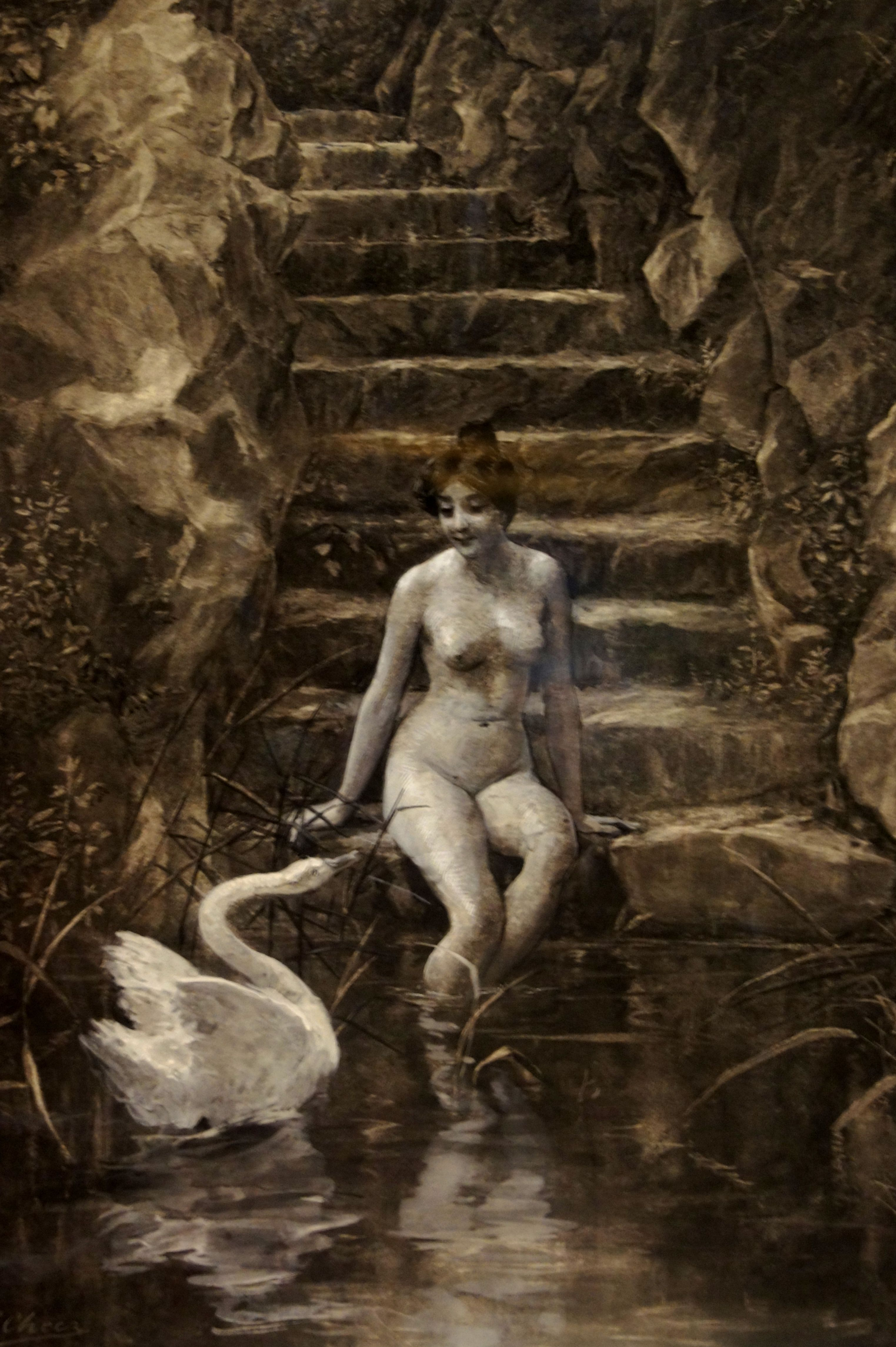
Léda et le cygne. Fusain et gouache sur papier, Ulpiano Checa.

### Sculpture
- Léda et le cygne, sculpture romaine (IIe siècle) inspirée d'une sculpture grecque du IVe siècle av. J.-C., exposé au Musée de l'Ermitage
- Bartolomeo Ammannati, Léda et le cygne, vers 1536
- Jean Thierry, Léda et le cygne
- Achille Valois, Léda et Jupiter métamorphosé en cygne, bas-relief sur la fontaine de Léda (Paris), 1807
- Auguste Clésinger, Léda et le cygne, 1864
- Albert-Ernest Carrier-Belleuse, Léda et le cygne, terre cuite, vers 1870
- Aristide Maillol, Léda et le cygne
- Jean Marcellin, Léda et le cygne, 1874. Musée muséum départemental des Hautes-Alpes
- Clarisse Lévy-Kinsbourg, Léda et le cygne, bronze, vers 1930
- Antoine Etex : Léda et le Cygne, 1830. Château de Villarceaux (Val d'Oise)
- Constantin Brâncuși : Leda, Bronze poli, marbre... (représentation indirecte de Leda)
- Jules Desbois, Léda, 1896

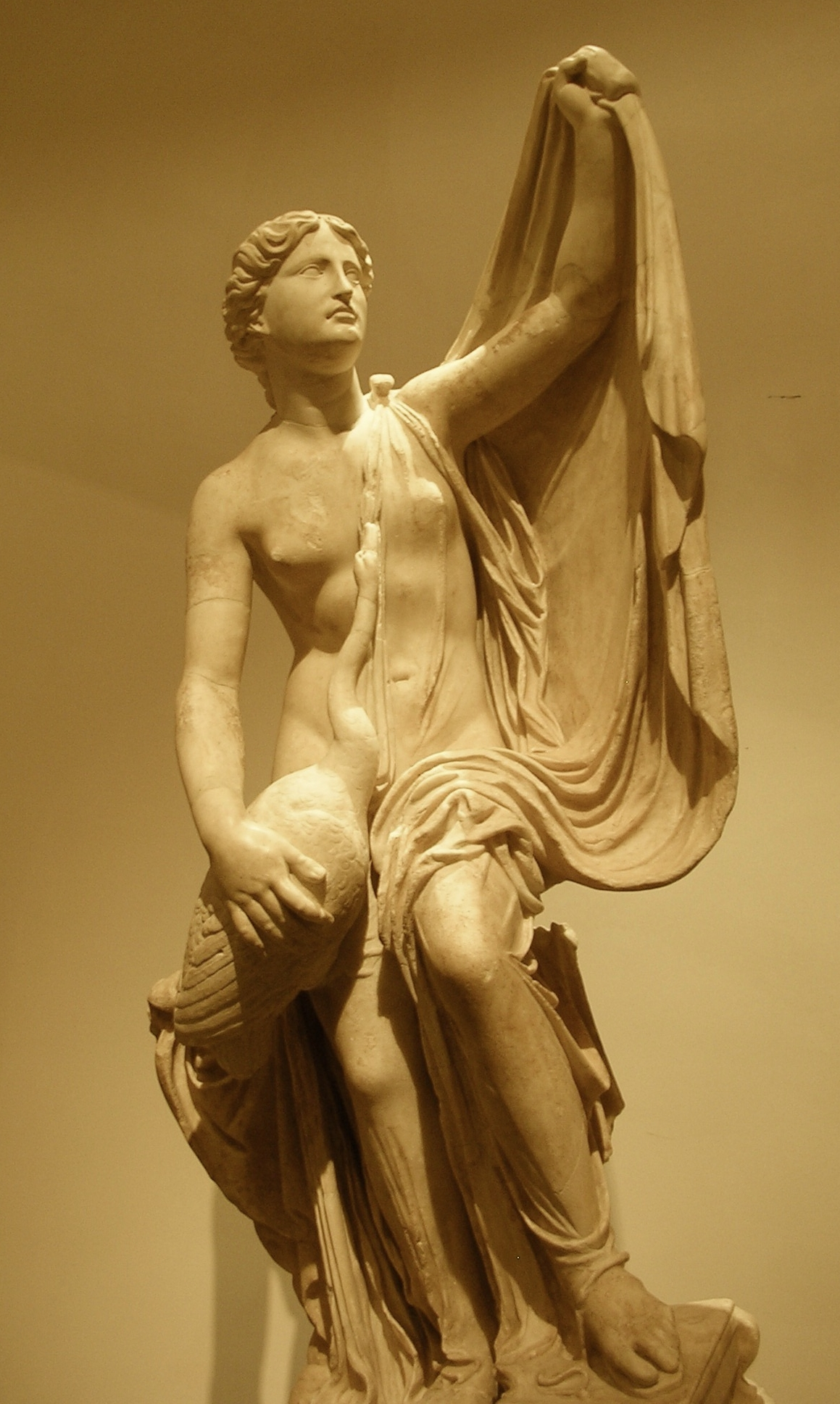
Léda et Zeus (en cygne), El Prado Museum, Madrid.
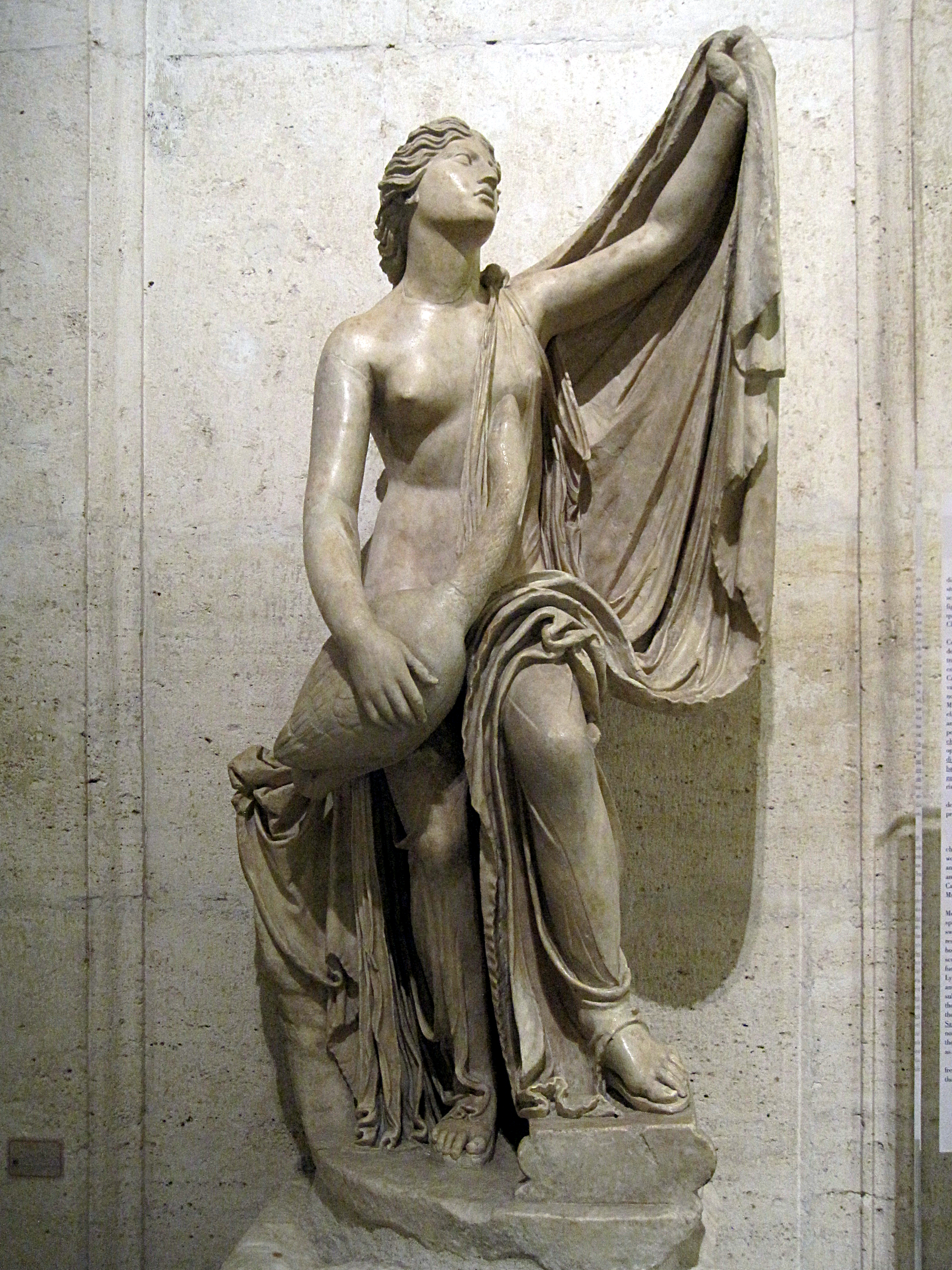
Léda et Zeus métamorphosé en cygne, Palazzo Nuovo (Musei Capitolini), Rome.
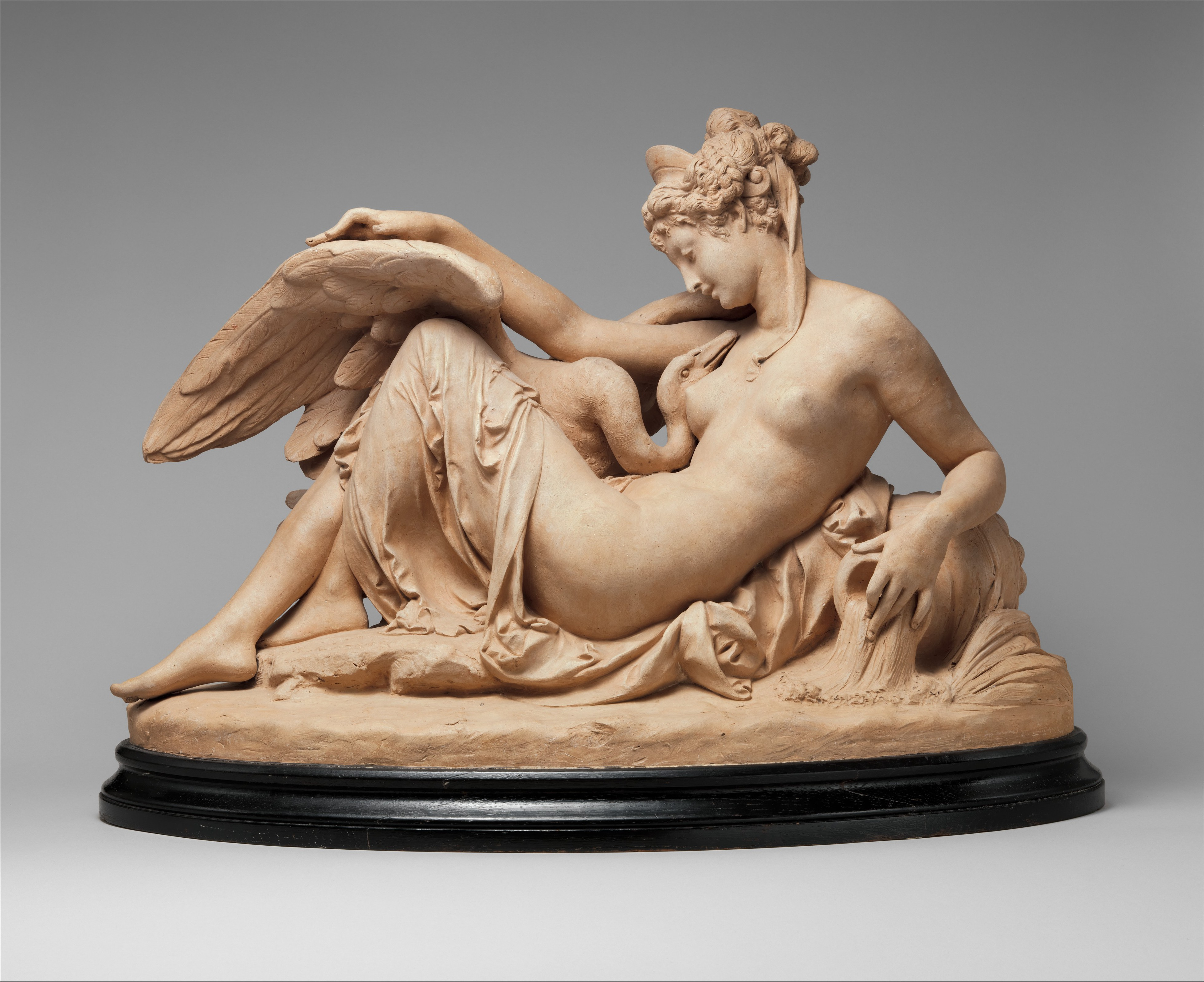
Léda et le cygne par Albert-Ernest Carrier-Belleuse
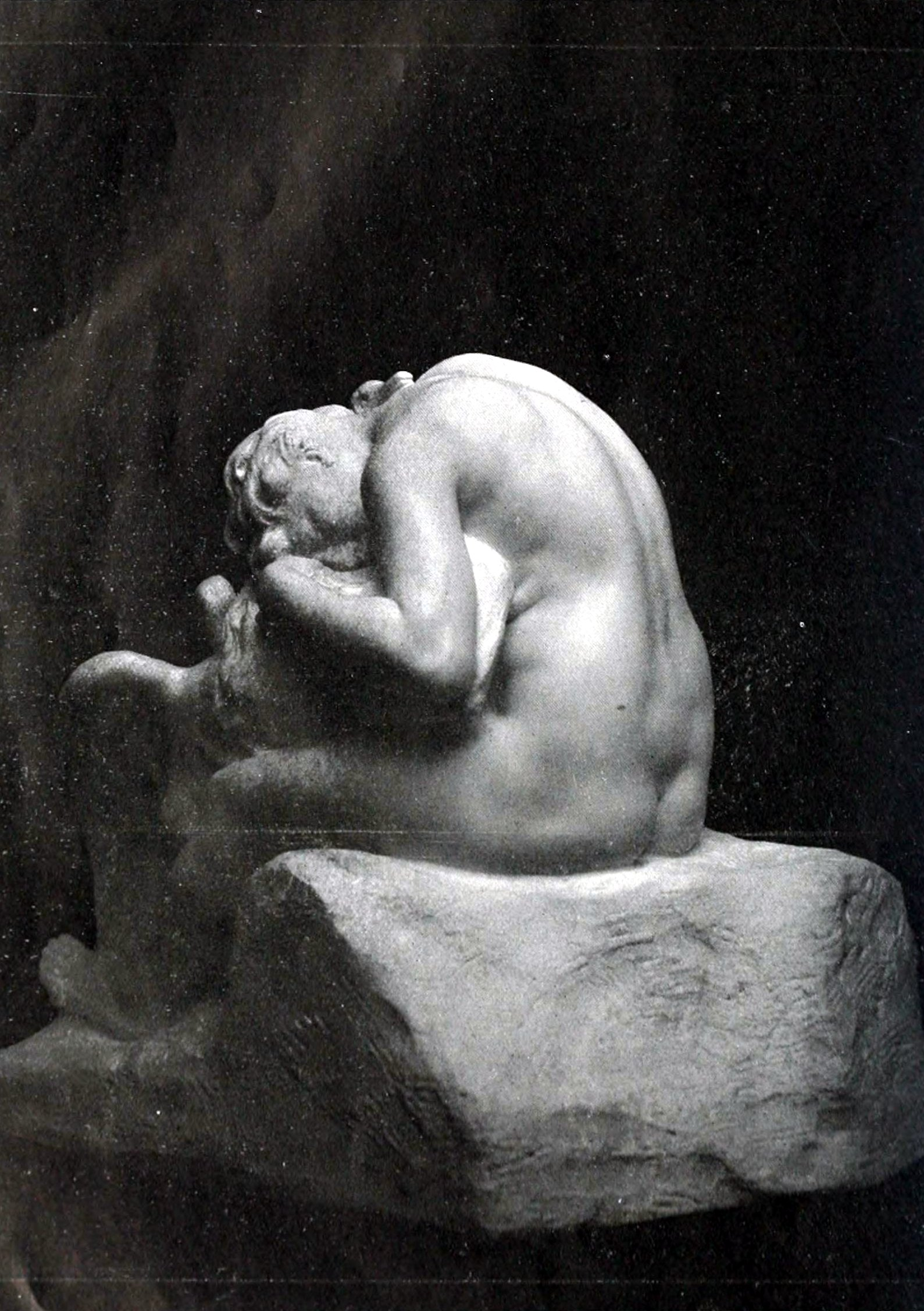
Léda et le cygne par Francis Derwent Wood.

### Photographie
- Francesca Woodman, œuvre sans titre, New York, 1979-1980
- Joel-Peter Witkin, Leda, 1986

### Musique
- Swan upon Leda, Hozier, octobre 2022